# Salmanites muralappi
Salmanites muralappi är en insektsart som beskrevs av Otte, D. och R.D. Alexander 1983. Salmanites muralappi ingår i släktet Salmanites och familjen syrsor. Inga underarter finns listade i Catalogue of Life.